# بافوسام
بافوسام (به لاتین: Bafoussam) یک شهر در کامرون است که در منطقه غرب واقع شده‌است. بافوسام ۲۳۹٬۲۸۷ نفر جمعیت دارد و ۱٬۵۲۱ متر بالاتر از سطح دریا واقع شده‌است.